# PDF.js
PDF.js یا pdf.js یک کتابخانهٔ جاوا اسکریپت برای رندر کردن فایل PDF با استفاده از HTML5 Canvas به منظور امنیت بیشتر و سازگار با استانداردهای وب به وسیلهٔ مرورگر وب است. این پروژه توسط بنیاد موزیلا پس از ایجاد آن توسط آندرس گال (در ابتدا به عنوان یک پروژهٔ آزمایشی) در سال ۲۰۱۱ رهبری می‌شود.
PDF.js می‌تواند به عنوان بخشی از یک وب‌سایت یا یک مرورگر کار کند.در اصل به عنوان یک افزونه فایرفاکس ایجاد شده‌است، که از سال ۲۰۱۲ (نسخهٔ ۱۵) تا کنون به موزیلا فایرفاکس افزوده شده‌است. از سال ۲۰۱۳ (نسخه ۱۹) به عنوان پیش‌فرض در فایرفاکس قرار گرفته‌است. و افزونهٔ آن حذف شده‌است. کاربران SeaMonkey لازم است که نسخه توسعه‌دهندگان این افزونه را نصب کنند. این کتابخانه همچنین بخشی از اونکلاود است و به عنوان افزونه در کروم/کروم (مرورگر وب) وجود دارد.